# Смадовічоара-де-Секу
Смадовічоара-де-Секу (рум. Smadovicioara de Secu) — село у повіті Долж в Румунії. Входить до складу комуни Секу.
Село розташоване на відстані 224 км на захід від Бухареста, 47 км на північний захід від Крайови.

## Населення
За даними перепису населення 2002 року у селі проживали 303 особи, усі — румуни. Усі жителі села рідною мовою назвали румунську.